# David Douglas Duncan
David Douglas Duncan (ur. 23 stycznia 1916, zm. 7 czerwca 2018) – amerykański fotograf i reporter wojenny. 

## Życiorys
Urodził się w Kansas. Jego rodzicami byli Kenneth Duncan i Florence z domu Watson. W 1934 na osiemnaste urodziny dostał od siostry, Jean, pierwszy aparat fotograficzny, Univex Model A. Początkowo studiował archeologię na University of Arizona. W 1938 ukończył studia na Uniwersytecie w Miami.  
Służył w piechocie morskiej. Dokumentował walki na Pacyfiku w czasie II wojny światowej, jak też działania w czasie konfliktów w Korei i w Wietnamie. Zdjęcia publikował między innymi w pismach „New York Times” i ”Life”. Był przyjacielem hiszpańskiego malarza Pabla Picassa. Wydał sześć albumów jemu poświęconych. Do najbardziej znanych jego zdjęć należy portret zamyślonego prezydenta Richarda Nixona. Zmarł we Francji w wieku 102 lat. 